# نيجي-رو بريزم غيرل
نيغي-رو بريزم غيرل (باليابانية にじいろ☆プリズムガール نيجي-لو بريزمو غارو، حرفيًا، "فتاة منشور قَوْسُ قُزح") هي مانغا يابانية تكتبها وترسمها آن ناكاهارا بدأ نشرها في 3 سبتمبر 2010 وحتى 6 ديسمبر 2014 في مجلة تشاو وتجميعها في سبعة مجلدات. أُصدرت 4 مقاطع أوفا في عام 2013.

## الحبكة
نيجيكا كونهيناتا الجميلة والطويلة، طفلة في الصف السادس الابتدائي إلا أنها لا تبدو بعمرها فهي تبدو كفتاة بالغة، وهي ابنة رئيس مكتب محطة تلفزيونية، وتجنبت عالم الترفيه منذ وفاة والدتها، الممثلة الأسطورية ساوري فوجيمييا، بسبب مرض. حيث تخفي الحقيقة عن عائلتها، فإنها كذلك تحتفظ بسر آخر. حقيقة أنها تعيش مع ممثل يشبه الأمراء، المعروف باسم تويا إيتشينوسي، قد يتسبب هذا بضجة إذا تم اكتشاف حقيقة هذا الأمر.
ترغب نيجيكا بأن تصبح ممثلة مثل أمها يومًا ما. وأثناء ذهابها في مهمة أخرى بصحبة حيوانها الأليف كابيتاما، تجد نفسها صدفةً موقع تصوير درامي يفتقد لممثلة بسبب إصابتها للتسمم الغذائي. وهكذا تطوعت نيجيكا للدور.

## الشخصيات
نيجيكا كوهيناتا (小日向虹架)
أداء صوتي: أريسا نيشيجوتشي
هي بطلة الأنمي هي فتاة في الثانية عشر من العمر ترغب بأن تصبح ممثلة في يوم من الأيام مثل أمها المتوفية. تحاول وتسعي لتحقيق حلمها حيثما تقع في مواقف صعبة في التمثيل تقوم بالارتجال وبذلك تحقق نجاح وتلقى ثناء كل من حولها وتحقق حلمها في الفوز بجائزة بريزم الماسية لتصبح أفضل ممثلة شابة في اليابان.
تويا إيتشينوسي (一ノ瀬透也)
أداء صوتي: ريوتا أوساكا
هو نجم شركة الإعلانات الترفيهية التي يملكها والد نيجيكا ويعيش معهم في المنزل ويقوم بالطهو ويساعد نيجيكا بأن تصبح أنجح في حياتها العملية. رغم أنه في الرابعة عشر من عمره إلا أنه يتصرف كفتي في سن السادسة عشر أو في مقتبل العمر.

## المانغا
| م. | تاريخ الإصدار الياباني | ردمك الياباني      |
| -- | ---------------------- | ------------------ |
| 1  | 1 مارس 2011            | ISBN 9784091336446 |
| 2  | 29 يوليو 2011          | ISBN 9784091338846 |
| 3  | 1 فبراير 2012          | ISBN 9784091342379 |
| 4  | 1 أغسطس 2012           | ISBN 9784091345707 |
| 5  | 26 ديسمبر 2012         | ISBN 9784091351203 |
| 6  | 1 يوليو 2013           | ISBN 9784091355300 |
| 7  | 31 يناير 2014          | ISBN 9784091357199 |

## حلقات الأوفا
| ر. | العنوان                                                                              | تاريخ العرض الأصلي |
| --- | ------------------------------------------------------------------------------------ | ------------------ |
| 1 | «اجعلي أحلامك تتحقق» "سوتيبُّو تو دوريمو!!" (ステップ トゥ ドリーム!!)                 | 3 أغسطس 2013       |
| تريد نيجيكا أن تصبح ممثلة رغم أنها صغيرة السن، فتكذب بشأن سنها لتشارك في تجارب الأداء. تمثل برفقة تويا وتنجح في تقمص شخصيتها جيدًا مما يجعل الجميع يصفقون لها وبذلك الأداء الرائع تحقق الفوز بتجارب الأداء. يعمل والدها وزملائها في الصف علي دفعها نحو النجاح في خططها لتصبح ممثلة حيث أنها تريد أن تتالق مثل قوس القزح في السماء. |                                                                                      |                    |
| 2 | «النابغتان» "فوتاري نو تِنساي" (ふたりの天才)                                         | 3 أكتوبر 2013      |
| يرافق تويا نيجيكا فرغم أنها تبدو بالغة إلا أنها طفلة في المدرسة الابتدائية ويقابلا الممثلة المشهورة الشابة ريا بالصدفة وهي في طريقها لتصوير إعلان شوكولاتة. رغم أنها أنقذت ريا من المعجبين المهوسين إلا أن ريا ترفض أن تقف معها وتهرع إلي الاستديو لتقوم بتمثيل الإعلان لكنها تفاجئ بأن ريا ستكون رفيقتها في تصوير الإعلان. والإعلان فكرته عن صداقة بين ملاكتين تحاول نيجيكا جذب انتباه ريا رغم أن ريا ترفض تمثيل نيجيكا، وبالفعل نيجيكا تنجح في أن تُظهر ابتسامة ريا العذبة وتنجح في كسب ود ريا وأخذت الثناء من كل من حولها حيث كانت هذه بداية طريقها لتحقيق حلمها بأن تصبح ممثلة أسطورية كوالدتها ساوري فوجيميا. |                                                                                      |                    |
| 3 | «اعترافي الأول» "هاجيميتي نو كوكوهاكو!؟" (はじめての告白!?)                          | 3 نوفمبر 2013      |
| تسلك نيجيكا دربها الطويل في أن تصبح ممثلة فتشارك في دراما مدرسية برفقة تويا ولكنها ستؤدي دورها مع الممثل المشهور توو آريسيوجاوا على الرغم من توو ممثل مشهور إلا أنه يري بأن نيجيكا فتاة جميلة فقط وتفتقر الموهبة الحقيقة. قصة الدرما باختصار شجار بين فتيان على فتاة التي تمثل دورها نيجيكا، ويظن المعجبين أن موهبة توو معتمدة علي شهرة والده لكنه يظهر بأنه عانى كثيراً ليصبح بهذه الشهرة. وفي إحدي المشاهد يعترف توو بمشاعره وأخبر نيجيكا بأنه لا يمثل بل هي حقيقة مشاعره نحوها لكن نيجيكا تسائلت في نفسها عن مشاعرها نحوه. لكن بعد أنا دت المشهد الأخير معه، رفض أن يعترف توو بمشاعره نحوها وأخبرها بأنها تمتلك الموهبة الحقيقة، وبذلك الاداء الرائع تأهلت لمسابقة دايموند بريزم (المنشور الماسي) التي كانت تسعي أمها لتحققها ولكنها فشلت في عدة مناسبات. |                                                                                      |                    |
| 4 | «فتاة بريزم (منشور) قوس قزح» "نيجي إرو ☆ بوريزوموغارو!!" (にじいろ☆プリズムガール!!) | 3 ديسمبر 2013      |
| تدور أحداث الحلقة الاخيرة حول المنافسة الأخيرة بين الممثلة الشهيرة ريا ونيجيكا علي جائزة المنشور الماسية (التي تعد جائزة تمنح لأفضل ممثلة شابة في اليابان). تذكرت نيجيكا وعدها لأمها بأن تصبح ممثلة مشهورة مثلها في يوم من الأيام، لكن مرض أمها الذي تسبب في وفاتها منع نيجيكا من التمثيل مع أمها ساوري فوجيمييا. ويومها الأخير مع والدتها قبل أن تموت انتهت الحفلة دون أن يتم الإعلان عن الفائزة بالجائزة. تقوم نيجيكا بأداء أول دراما لها مع تويا الذي يخبرها بأن تركز جيدًا وينصحها بألا تخاف من أي شيء. يخبر تويا والد نيجيكا بأن ابنته لا تزال طفلة رغم أنها ترفض أن يقول لها أحد ذلك. تتقدم لغرفتها و تظهر بأنها فازت بجائزة المنشور الماسي وبذلك تصبح أفضل ممثلة شابة في اليابان رغم أنها لا زالت في الثانية عشر من عمرها.                            |                                                                                      |                    |

## روابط خارجية
- نيجي-رو بريزم غيرل على موقع ANN anime (الإنجليزية)

- نيجي-رو بريزم غيرل  في شبكة أخبار الأنمي
- نيجي-رو بريزم غيرل  في شبكة أخبار الأنمي